# AlQaws
alQaws est une association palestinienne LGBTQ millitant pour la diversité sexuelle et du genre dans la société palestinienne et la promotion du genre et la diversité sexuelle dans les instances politiques, les institutions, les médias et la vie quotidienne.

## Historique
Fondée en 2001, alQaws est la principale organisation LGBTQ palestinienne, qui travaille afin de promouvoir la diversité sexuelle et de genre en Palestine,,,.
D'abord conçu comme un projet local dès 2001 à Jérusalem, alQaws nait en novembre 2007 en tant qu'association officielle.
Les membres d'alQaws militent pour les droits LGBTQ et pour une décolonisation de la Palestine et contre l'apartheid visant les Palestiniens. L'objectif est de défendre les personnes LGBTQ et leurs familles, et de créer des environnements qui incitent les jeunes à devenir des leaders communautaires. AlQaws est également ancrée sur des valeurs queer-féministes pour renverser les rapports de force des structures sociales et politiques existantes défavorables aux groupes marginalisés, les femmes et les minorités sexuelles,,.
« Hawamesh forum » est un forum débuté en 2014 qui se réunit à Haifa, Ramallah, Nablus et Jaffa.
Une hotline nationale propose un soutien aux personnes transgenres et des formations pour les personnes leaders dans les principales institutions palestiniennes des droits humains. En 2013, alQaws a entrepris une initiative pour sensibiliser la jeunesse palestinienne par le biais de la musique alternative et de la culture pop, en vue d'écrire collectivement et des chansons axées sur la sexualité.
AlQaws dirige des espaces de travail et des programmes qui unissent les communautés palestiniennes fragmentées entre les hubs urbains et les zones rurales. AlQaws promeut des approches alternatives pour le discours sexuel et le genre et la visibilité dans la société palestinienne, ouvrant la voie à un mouvement de justice sociale dans lequel les droits LGBTQ sont reconnus et acceptés comme faisant partie intégrante des droits sexuels et humains plus larges.
En 2009, AlQaws fonde l'initiative Bhebek aamin, qui signifie en arabe « je veux vous protéger »  pour fournir des informations de santé sexuelle de la communauté LGBTQ palestinienne. Bhebek aamin est géré par alQaws en informant sur les relations sexuelles protégées.
En 2019, alQaws et Pinkwatching Israel dénoncent publiquement un pinkwashing d'Israël, et appellent à boycotter l'Eurovision qui doit se tenir à Tel Aviv cette année-là, par solidarité avec la cause palestinienne afin de soutenir le droit des Palestiniens à l'autodétermination, tout en promouvant un mouvement international de boycott, de désinvestissement et de sanctions (BDS).